# Bob Doe
Robert Francis Thomas "Bob" Doe, DSO DFC & Barra va ser un pilot de caça britànic i as de l'aviació de la Segona Guerra Mundial. Va volar amb la Royal Air Force durant la batalla d'Anglaterra i va ser secundat a la Força Aèria Índia durant la campanya de Birmània.

## Orígens
Robert Francis Thomas Doe va néixer a Reigate, Surrey, el 10 de març de 1920. Fill únic, els seus pares el deixaven sovint sol, passant hores practicant amb el violí o disparant amb una escopeta d'aire comprimit. Havia patit raquitisme i havia estat bastant malalt. Després de sortir de l'escola abans de fer els exàmens, va començar a treballar com a noi d'oficina per a News of the World. Doe es va incorporar a la Reserva de Voluntaris de la Royal Air Force el març de 1938 i va realitzar el seu primer vol en solitari el 16 de juny de 1938.

## Segona Guerra Mundial
Després de sol·licitar una comissió breu de serveis, Doe es va incorporar a la Royal Air Force el gener de 1939. Doe es va formar amb 15 E&RTS (Elementary & Reserve Flying Training School) a RAF Redhill, Surrey i va entrenar combat amb 6 Flying Training School a RAF Little Rissington.
Doe va ser destinat el 6 de novembre de 1939 al 234è Esquadró, un esquadró Spitfire al RAF Leconfield al costat de l'australià Pat Hughes, que després es convertiria en un as. Doe va servir amb l'esquadró 234 durant la major part de la batalla d'Amglaterra. Doe va reclamar la seva primera victòria el 15 d'agost de 1940, quan va abatre dos Messerschmitt Bf 110s seguits per un Messerschmitt Bf 109 i un Dornier Do 18 el 16 d'agost, un Bf 109 destruït (del JG 52) i un altre Bf 109 danyat el 18 d'agost, la meitat de quota d'un Junkers Ju 88 del KG 54 el 21 d'agost i un Bf 109 va disparar el 26 d'agost de 1940. Al setembre, va afegir al seu marcador amb el 234 Esquadró tres Bf 110s el 4 de setembre, un JG 53 Bf 109 compartit el 5 de setembre, tres Dornier Do 17s danyats. i un Bf 109 va ser abatut el 6 de setembre, i un Heinkel He 111 destruït el 7 de setembre.
El 27 de setembre de 1940, Doe va ser enviat a l'esquadró núm. 238, que va volar Hawker Hurricanes des de RAF Middle Wallop a Wiltshire, reclamant la seva primera victòria per a l'esquadró el 30 de setembre, abatent un He 111 del KG 55. A l'octubre, Doe va destruir un Bf 110 l'1 d'octubre i un Ju 88 el 7 d'octubre, l'últim de les seves 14 victòries aèries i 2 compartides de la batalla i de la guerra.
El 10 d'octubre, en un combat a Warmwell, Dorset amb alguns Bf 109s a les 12:00, el seu avió va resultar danyat críticament i el van ferir a la cama i a l'espatlla. Doe va saltar, aterrant a l'illa de Brownsea mentre el seu Hawker Hurricane es va estavellar a prop del viaducte del castell de Corfe sobre el que ara forma part del ferrocarril de Swanage. Ingressat a l'Hospital Poole el 22 d'octubre de 1940, Doe va ser guardonat amb la Creu dels Vols Distingits i va rebre una Barra un mes després, el 26 de novembre. Doe es va incorporar a l'esquadró 238 el desembre de 1940.
El gener de 1941, mentre volava una sortida nocturna, l'oli del refrigerador del seu avió es va congelar. Com a resultat el motor s'aturà i va aterrar a Warmwell a la pista coberta de neu, trencant-se el arnès i picant de cara contra el visor de reflexió, gairebé tallant-se el nas i trencant-se el braç. Doe va ser traslladat a l'Hospital Park Prewett on va passar per 22 operacions per part del cirurgià plàstic neozelandès Harold Gillies. (Després de la guerra va ser convidat a unir-se al Guinea Pig Club.)
El 15 de maig de 1941 va ser destinat com a Comandant de Vol al 66è Esquadró i després es va unir al 130è Esquadró el 18 d'agost. La sèrie d'operacions en un període de dos mesos i la necessitat de fer sortit pilots nous que podrien ser entrenats per mans experimentades, van significar que la carrera de Doe com a pilot de caça de primera línia s'havia acabat. El 22 d'octubre de 1941, Doe va ser enviat a la unitat de formació operativa núm. 57 com a instructor. El 9 de juny de 1943, Doe va anar a la Fighter Leaders School de RAF Milfield i després es va incorporar al 118è Esquadró a RAF Coltishall al juliol. L'agost de 1943 es va unir al 613è Esquadró.
A l'octubre de 1943, Doe va ser enviada a Birmània, mentre que les activitats del Front Occidental van canviar de defensa a atac en preparació per a l'Operació Overlord i la invasió de Normandia; mentre que a l'Orient, l'Exèrcit japonès encara avançava contra punts clau de l'Imperi Britànic, inclosa l'Índia.
Al desembre de 1943 Doe va tenir la tasca de formar el 10è Esquadró de la Força Aèria de l'Índia, comandant-lo al llarg de la campanya de Birmània fins a abril de 1945, quan es va incorporar a la Escola de l'exèrcit indi en Quetta i després a partir d'agost a l'estat major de planificació en Delhi. El 2 d'octubre de 1945, Doe va rebre l'orde del Servei Distingit per la seva direcció del 10è esquadró.

## Vida posterior
El setembre del 1946, Doe va tornar al Regne Unit, on va ocupar diversos llocs d'estat major. Va comandar el 32è Esquadró a Egipte el 1952 i es va retirar l'1 d'abril de 1966 amb el rang de comandant d'ala.
Després del retir, Doe va obrir un negoci de garatge. També va escriure la seva autobiografia "Bob Doe - Fighter Pilot". Va morir el 21 de febrer de 2010, als 89 anys.

## Promocions
Oficial Pilot – 2 de maig de 1939
 Oficial de Vol – gener de 1941
 Tinent de Vol - 30 de desembre de 1941
 Cap d'Esquadró
 Comandant d'Ala - 1955

## Condecoracions
Orde del Servei Distingit
 Creu dels Vols Distingits & Barra
 Estrella de 1939-45 amb Barra Batalla d'Anglaterra
 Estrella de les Tripulacions Aèries d'Europa
 Estrella de Birmània
 Medalla de la Defensa
 Medalla de la Guerra 1939-1945
  Medalla del Servei General
 Medalla de la Coronació de la Reina Elisabet II 1953